# Home (Collective Soul)
Home: A Live Concert Recording With The Atlanta Symphony Youth Orchestra è il primo album live della band statunitense Collective Soul. Oltre al concerto della band realizzato con un'orchestra sinfonica contiene una traccia inedita (Burn) e il video ufficiale di How Do You Love?.

## Tracce
CD1
1. Orchestral Intro – 0:27
2. Counting the Days – 2:45
3. Listen – 4:33
4. December – 5:17
5. Compliment – 3:38
6. Precious Declaration – 4:14
7. Needs – 5:47
8. Heavy – 3:20
9. Run – 4:50
10. The World I Know – 5:01
11. Pretty Donna – 4:02
12. Youth – 3:05

CD2
1. Crown – 5:12
2. Under Heaven's Skies – 3:40
3. She Said – 4:44
4. Home – 4:25
5. Gel – 3:16
6. How Do You Love – 4:33
7. Better Now – 7:07
8. Satellite – 4:44
9. Shine – 6:25
10. Burn – 6:10
11. How Do You Love (video)

## Formazione
- Ed Roland - voce, chitarra
- Dean Roland - chitarra, tastiera
- Joel Kosche - chitarra
- Will Turpin - basso, percussioni
- Ryan Hoyle - batteria, percussioni